# Amont-et-Effreney
Amont-et-Effreney is een gemeente in het Franse departement Haute-Saône (regio Bourgogne-Franche-Comté) en telt 173 inwoners (2011). De plaats maakt deel uit van het arrondissement Lure.

## Geografie
De oppervlakte van Amont-et-Effreney bedraagt 16,4 km², de bevolkingsdichtheid is 10,5 inwoners per km².
De onderstaande kaart toont de ligging van Amont-et-Effreney met de belangrijkste infrastructuur en aangrenzende gemeenten.

## Demografie
Onderstaande figuur toont het verloop van het inwonertal (bron: INSEE-tellingen).

1. ↑  Populations de référence 2022.